# Tonny Tullener
Tonny Tullener est un karatéka américain surtout connu pour avoir remporté l'une des deux premières médailles de bronze individuelles mises en jeu durant des championnats du monde de karaté en terminant troisième ex aequo avec le Français Dominique Valera au terme de l'épreuve d'ippon masculin des championnats du monde de karaté 1970 à Tokyo, au Japon.

## Palmarès
- 1970 :  Médaille de bronze en ippon masculin aux championnats du monde de karaté 1970 à Tokyo, au Japon[1].